# That's Live (radioprogramma)
That's Live was een Nederlands muzikaal radioprogramma van BNN op 3FM dat sinds 3 september 2001 elke zaterdag werd uitgezonden van 18.00 tot 20:00 uur en ook op zondag van 15.00 tot 17.00 uur. 
Het was een radioprogramma met een mengeling van muziek, interviews en live-optredens, waaronder ook van buitenlandse bands en artiesten.

## Geschiedenis
Het programma werd voor het eerst uitgezonden in 2001 door Sander de Heer. Destijds was het nog een zondagmiddagprogramma, waarin De Heer wekelijks een artiest ontving die in de Boyds-bar van BNN in Hilversum optrad. 
In 2003 nam Eric Corton de presentatie over en verhuisde het programma in het najaar naar de zaterdagavond. Bij afwezigheid van Corton werd de presentatie meestal overgenomen door Coen Swijnenberg en Sander Lantinga. Ook Paul Rabbering en Sander Hoogendoorn namen de presentatie wel eens over. In december 2014 presenteerde Corton zijn laatste uitzending. Vanaf januari 2015 werd hij opgevolgd door Frank van der Lende.
In juni 2015 stopte Van der Lende met That's Live, en volgde hij de Coen en Sander Show op. Sander Hoogendoorn werd de nieuwe presentator van That's Live, terwijl Van der Lende af en toe dienst deed als vervanger voor That's Live.
In november 2016 stopte het programma en werd het opgevolgd door het liveprogramma On Stage van Giel Beelen.

## Meer informatie
- http://www.radiofreak.nl/nieuws/10774/3FM-programma-Thats-Live-viert-tiende-verjaardag/

21 Jaar TROS Pop · 3FM BPM: MinistryOfBeats · 3FM Weekend Request · 3voor12Radio · AdreneLine · Altijd de eerste · ...And all that jazz · Andres · Angelique · Angeliques Afternoon · Annemieke Hier · Annemieke Plays · Anoûl · Arbeidsvitaminen · De Avondspits · De avonturen van Mark · Barend · Barend & Benner · Barend en Wijnand · De Bende van Van der Lende · De Boem Boem Disco Show · The Breakfast Club · Claudia d'r op · Club Carter · Curry en Van Inkel · De Dansbar · Dansen met Delsing · Dit is Domien · Domien, Jouw Ochtendshow · ... & dit is Claudia · Ekstra Weekend · Eva · Eva en Giel · Evers staat op · Frank & Eva: Welkom bij de club! · Franks feestje · GIEL · Harm dB · Hein · Herman · Het Betere Werk · Hier! · Jamie · Jan-Paul · Jasper · Joost · Jorien · Kaat tot Laat · Kevin · Lang leve het weekend! · LEX · Lieke · Markplaats · Mark + Rámon · Mega Top 30 · Michiel · Obi · De ochtenddienst · Olivier · De Orde van de Nacht · Parels van de nacht · Partij voor de Vrijdag · (P)laatwerk · RabRadio · Radio op 'n broodje · Rob · Rob & Wijnand en de Ochtendshow · Sanderdome · Sanders Vriendenteam · Saskia en Olivier · Slapen is voor Losers! · Slapen kan altijd nog · De Steen en Been Show · Studio Saskia · Superrradio · Tannaz · Thijs · Timur op 3FM · Vera on Track · Vier Sas! · Vrij · Weekend Wijnand · Wijnand · @Work · Xnoizz
Huidige programma's: Domien (NPO 3FM) · Eva (NPO 3FM) · Eva en Giel (NPO 3FM) · Franks feestje (NPO 3FM) · Harm dB (NPO 3FM) · Nachtbrakers (NPO Radio 1)  · De Overnachting (NPO Radio 1) · Sanderdome (NPO 3FM) · Slapen is voor Losers! (NPO 3FM) · Start (NPO Radio 1) · That's Live (NPO 3FM) · Thijs (NPO 3FM) · De Weekendshow (NPO Radio 2) · De Wereld van BNN (NPO Radio 1)
Voormalige programma's: @Work · Alle 40 goed! · BNN Today · Coen en Sander Show · Club Ajouad · CroisSanderShow · Dit is Domien · Het Huis Van De Heer · Live vanuit Klazienaveen · Klaarwakker Kristel · Muijs In Het Huis · Open Radio met Timur en Rámon · Het Platenpaleis · Rámon, met een streepje op de A · ruuddewild.nl · Sanderdaynight · Tiësto's Club Life · Timur · Vrij · Wout! · Zoëyzo